# 부르스텔프라터

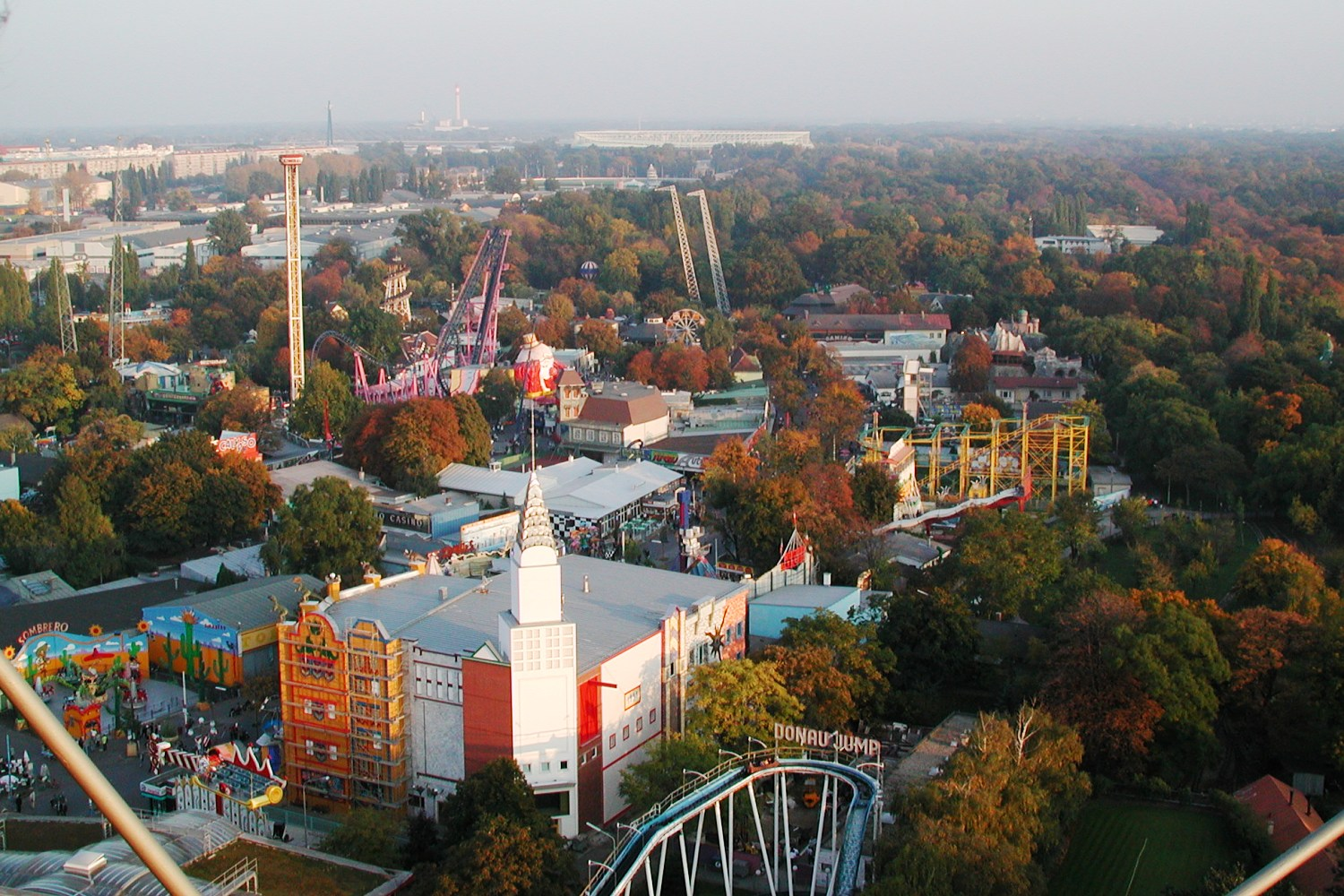
부르스텔프라터

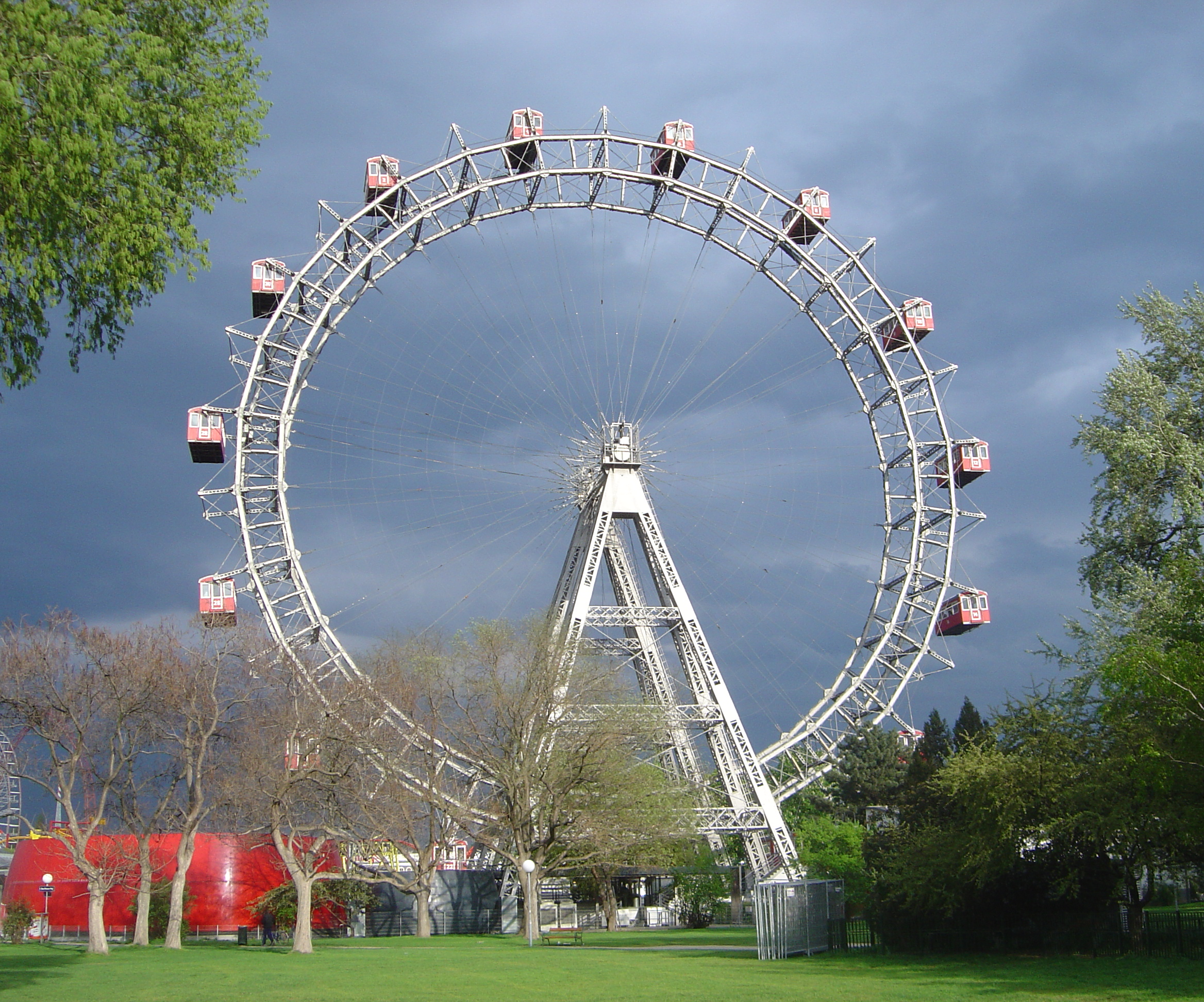
대관람차

부르스텔프라터(독일어: Wurstelprater)는 오스트리아 빈에 있는 놀이공원이다.

## 개요

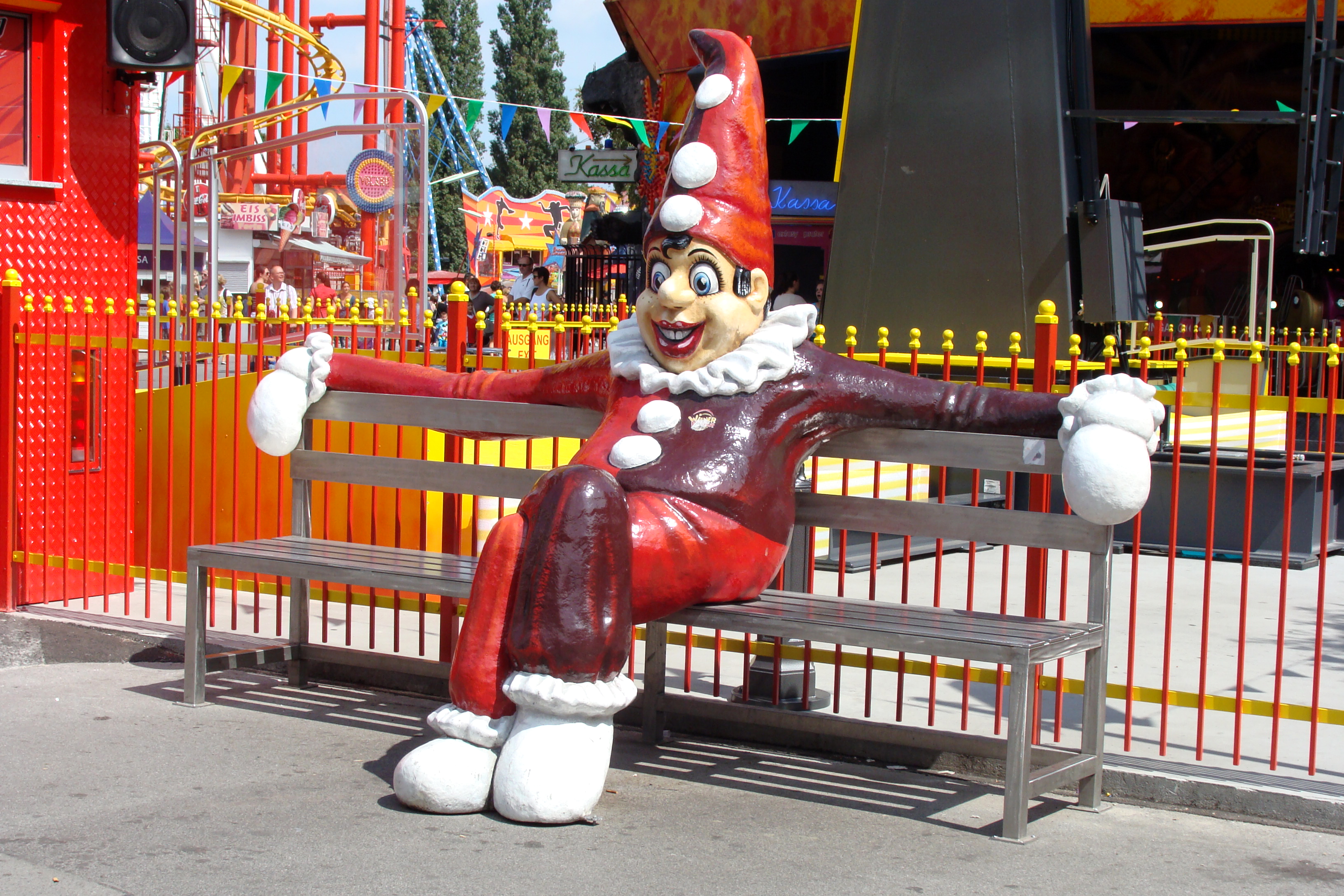
방문객을 명소 중 하나로 초대하는 광대 조각상

프라터 공원 북서쪽에 위치하고 있다. 현지에서는 단순히 프라터라고 말할 때 이 놀이공원을 가리키는 경우도 많다. 영화 《제3의 사나이》에도 등장한 대관람차(Wiener Riesenrad)가 제일 잘 알려져 있으며, 이 외에도 회전목마, 롤러코스터, 카트, 미로, 플라네타륨, 117m 높이의 회전형 그네 스타 플라이어 등 250개 명소가 있다.
영업은 매년 3월부터 10월까지 오전 10시에서 오전 1시이다. 그러나 이외의 기간이라도 장내에 입장이 가능하다. 놀이공원 자체는 무료 입장이지만 기구를 이용할 때는 각 티켓의 구입이 필요하다. 또한, 부데요비츠키 부드바르가 명물인 슈바이처하우스(Das Schweizerhaus)를 필두로, 원내에는 수많은 식당이 출점하고 있으며, 유원지의 영업 기간 외에서도 이용이 가능하다.